# Coulaudo (Ort)
Coulaudo ist ein osttimoresischer Ort im Suco Liurai (Verwaltungsamt Aileu, Gemeinde Aileu).

## Geographie und Einrichtungen
Der Weiler Coulaudo liegt im Südosten der Aldeia Coulaudo, auf einer Meereshöhe zwischen 1000 m und 1500 m, im Osten des Sucoas Liurai. Die Siedlung, die nur aus ein paar Häusern besteht, befindet sich an einer Straße, die im Osten zur Überlandstraße von Aileu nach Maubisse führt. Der nächste Ort an der Straße in Richtung Westen ist Rairema (Aldeia Rairema). Bei Coulaudo steht eine Sendeantenne der Telekommunikationsgesellschaft Telkomcel.